# Ronde van Lombardije 2005
De Ronde van Lombardije 2005 was de 99e editie van de Ronde van Lombardije en werd verreden op 15 oktober. Het parcours liep over 246 kilometer van Mendrisio naar Como. De koers werd gewonnen door Paolo Bettini, twee weken nadat de Italiaan had gezegevierd in het Kampioenschap van Zürich.
Bettini stond aan de basis van de beslissende ontsnapping. Dat gebeurde in de beklimming van de Ghisallo, op dat moment nog achter een groep vroege vluchters onder wie de Nederlander Bram de Groot. Bettini zette aan op 52 kilometer van de streep en kreeg vier collega's mee: Gilberto Simoni, Fränk Schleck, Giampaolo Caruso en de Spanjaard Carlos Sastre. Bettini was onbetwist de sterkste van het vijftal. In de beklimming van de Civiglio kon alleen Simoni nog aanklampen. 

## Uitslag
| Ronde van Lombardije 2005 (246 km) |                      |                         |          |
| Plaats                             | Naam                 | Ploeg                   | Tijd     |
| Winnaar                            | Paolo Bettini        | Quick Step-Innergetic   | 5u56'22" |
| 2                                  | Gilberto Simoni      | Lampre-Caffita          | z.t.     |
| 3                                  | Fränk Schleck        | Team CSC                | z.t.     |
| 4                                  | Giampaolo Caruso     | Liberty Seguros-Würth   | +.4"     |
| 5                                  | Davide Rebellin      | Team Gerolsteiner       | + 54"    |
| 6                                  | Fabian Wegmann       | Team Gerolsteiner       | z.t.     |
| 7                                  | Gorazd Štangelj      | Lampre-Caffita          | z.t.     |
| 8                                  | Martin Elmiger       | Phonak                  | z.t.     |
| 9                                  | Massimiliano Gentili | Naturino–Sapore di Mare | z.t.     |
| 10                                 | Santo Anzà           | Acqua & Sapone          | z.t.     |
|                                    |                      |                         |          |
| 19                                 | Mario Aerts          | Davitamon-Lotto         | z.t.     |
| 34                                 | Thomas Dekker        | Rabobank                | + 58"    |

1905 · 1906 · 1907 · 1908 · 1909 · 1910 · 1911 · 1912 · 1913 · 1914 · 1915 · 1916 · 1917 · 1918 · 1919 · 1920 · 1921 · 1922 · 1923 · 1924 · 1925 · 1926 · 1927 · 1928 · 1929 · 1930 · 1931 · 1932 · 1933 · 1934 · 1935 · 1936 · 1937 · 1938 · 1939 · 1940 · 1941 · 1942 · 1943 · 1944 · 1945 · 1946 · 1947 · 1948 · 1949 · 1950 · 1951 · 1952 · 1953 · 1954 · 1955 · 1956 · 1957 · 1958 · 1959 · 1960 · 1961 · 1962 · 1963 · 1964 · 1965 · 1966 · 1967 · 1968 · 1969 · 1970 · 1971 · 1972 · 1973 · 1974 · 1975 · 1976 · 1977 · 1978 · 1979 · 1980 · 1981 · 1982 · 1983 · 1984 · 1985 · 1986 · 1987 · 1988 · 1989 · 1990 · 1991 · 1992 · 1993 · 1994 · 1995 · 1996 · 1997 · 1998 · 1999 · 2000 · 2001 · 2002 · 2003 · 2004 · 2005 · 2006 · 2007 · 2008 · 2009 · 2010 · 2011 · 2012 · 2013 · 2014 · 2015 · 2016 · 2017 · 2018 · 2019 · 2020 · 2021 · 2022 · 2023 · 2024 · 2025
 Parijs-Nice · 
 Tirreno-Adriatico · 
 Milaan-San Remo · 
 Ronde van Vlaanderen · 
 Gent-Wevelgem · 
 Ronde van het Baskenland · 
 Parijs-Roubaix · 
 Amstel Gold Race · 
 Waalse Pijl · 
 Luik-Bastenaken-Luik · 
 Ronde van Romandië · 
 Ronde van Catalonië · 
 Ronde van Italië · 
 Critérium du Dauphiné Libéré · 
 Ronde van Zwitserland · 
 Ploegentijdrit Eindhoven · 
 Ronde van Frankrijk · 
 HEW-Cyclassics-Cup · 
  ENECO Tour · 
 Clásica San Sebastián · 
 Ronde van Duitsland · 
 Ronde van Spanje · 
 GP Ouest-France-Plouay · 
 Ronde van Polen · 
 Kampioenschap van Zürich · 
 Parijs-Tours · 
 Ronde van Lombardije